# اکوکاردیوگراف
پژواک نگار قلب یا اکوکاردیوگراف (به انگلیسی: Echocardiograph) یک سیستم اسکن به وسیله امواج فراصوت (اولتراسوند) می‌باشد. در این روش پس از عبور امواج صوتی از قفسه سینه به کمک پروب‌های متصل در سطح آن تصویر متحرکی از قلب حاصل می‌شود که حتی از تصویر اشعه ایکس نیز واضح‌تر است.
- به تصویر حاصل از دستگاه اکوکاردیوگراف، اکوکاردیوگرام گفته می‌شود.[۴]
- دستگاه اکوکاردیوگراف دارای انواع مختلفی می‌باشد؛ که از پر کاربردترین‌های آن می‌توان به اکوکاردیوگراف با پروب حلقوی، خطی و کانوکس اشاره کرد.[۵]

## کاربرد
- جهت تشخیص دقیق بیماری‌های قلبی
- جهت مشاهده ساختمان حفره‌های قلب، ضخامت دیواره قلب و شکل و اندازه دریچه‌های قلب
- جهت تشخیص تنگیهای دریچه میترال و آئورت[۶]
- جهت تشخیص اختلال در الگوی جریان خون
- ارزیابی و تشخیص سوفل قلبی
- علت یابی نارسایی احتقانی قلب
- تشخیص کاردیومیوپاتیک هیپرتورفیک[۶][۷][۸]
- تشخیص بیماریهای قلبی نوزادان و کودکان[۸]
- تشخیص عفونت پریکارد
- تشخیص وجود دریچه غیر طبیعی
- تشخیص فیبریلاسیون دهلیزی[۹]

## مزیت
- این تست کاملاً غیر تهاجمی و بدون درد می‌باشد.[۵][۱۰][۱۱]

## عوارض
- تاکنون هیچ عارضه خطرناکی برای این تست گزارش نشده است.[۱۲][۱۳]